# Dơi nhỏ
Dơi nhỏ để chỉ phân bộ Microchiroptera trong Bộ Dơi (Chiroptera). Dơi nhỏ dài từ 4 đến 16 cm.